# Monique Knol
Monique Knol (Wolvega, Weststellingwerf, Província de Frísia, 31 de març de 1964) era una ciclista neerlandesa que competeia en diferents modalitats, com el ciclocròs, la ruta i la pista. Va obtenir una medalla d'or als Ciclisme als Jocs Olímpics de Seül i una de plata als de Barcelona.

## Palmarès en ruta
- 1987
  - Vencedora de 2 etapes al Tour de França
  - Vencedora d'una etapa al Tour de l'Aude
  - Vencedora de 2 etapes al Postgiro
- 1988
  -  Medalla d'or als Jocs Olímpics de 1988 en Ruta
  -  Campiona dels Països Baixos en ruta
  - Vencedora de 2 etapes al Tour de França
  - Vencedora de 3 etapes al Postgiro
- 1989
  - 1a a la Parel van de Veluwe
  - Vencedora de 4 etapes al Tour de França
  - Vencedora de 2 etapes al Tour de l'Aude
  - Vencedora de 2 etapes al Postgiro
- 1990
  -  Campiona del Món en contrarellotge per equips (amb Leontien Van Moorsel, Cora Westland i Astrid Schop)
  - Vencedora d'una etapa al Tour de l'Aude
- 1992
  -  Medalla de bronze als Jocs Olímpics de 1992 en Ruta
  - 1a a la Parel van de Veluwe
  - 1a a l'Acht van Chaam
  - Vencedora de 2 etapes al Tour de l'Aude
- 1993
  - Vencedora de 2 etapes al Tour ciclista femení

## Palmarès en pista
- 1986
  -  Campiona dels Països Baixos en velocitat